# Juegos Mediterráneos de 1987
Los X Juegos Mediterráneos se celebraron en Latakia (Siria), del 11 al 25 de septiembre de 1987, bajo la denominación Latakia 1987. En esta edición debutó Claude Collard como presidente del Comité Internacional. En cuanto al ranking, Italia ocupó el primer lugar, seguida por Yugoslavia y Francia.
Participaron un total de 1996 deportistas (1.529 hombres y 467 mujeres)
representantes de 18 países mediterráneos. El total de competiciones fue de 164 repartidas en 19 deportes.
Una de las figuras de estos juegos fue la española Laura Muñoz al conseguir 5 medallas de oro: concurso general, equipos, salto, asimétricas y suelo. La tenista española Conchita Martínez se alzó con el oro en estos Juegos, con tan solo 15 años.

## Medallero
El siguiente es el medallero del evento:
| Núm. | País       | Oro | Plata | Bronce | Total |
| ---- | ---------- | --- | ----- | ------ | ----- |
| 1    | Italia     | 68  | 45    | 38     | 151   |
| 2    | Yugoslavia | 17  | 19    | 17     | 53    |
| 3    | Francia    | 16  | 30    | 22     | 68    |
| 4    | España     | 15  | 21    | 33     | 69    |
| 5    | Marruecos  | 9   | 8     | 3      | 20    |
| 6    | Siria      | 9   | 6     | 12     | 27    |
| 7    | Turquía    | 8   | 9     | 22     | 39    |
| 8    | Grecia     | 7   | 14    | 16     | 37    |
| 9    | Argelia    | 5   | 3     | 4      | 12    |
| 10   | Egipto     | 4   | 4     | 6      | 14    |
| 11   | Albania    | 3   | 1     | 4      | 8     |
| 12   | Túnez      | 2   | 4     | 5      | 11    |
| 13   | Chipre     | 2   | 0     | 0      | 2     |
| 14   | Líbano     | 0   | 1     | 0      | 1     |
| 15   | San Marino | 0   | 1     | 0      | 1     |